# Rolls-Royce Pegasus
El Rolls-Royce Pegasus es un motor aeronáutico turbofán originalmente diseñado por Bristol Siddeley, y posteriormente fabricado por Rolls-Royce plc. Tiene la capacidad de dirigir el empuje abajo para elevar la aeronave y luego girar las toberas atrás para propulsar el avión de reacción adelante. Con poca carga, el Pegasus permite que el avión puede realizar despegues y aterrizajes verticales de forma similar a un helicóptero. En servicio estadounidense recibe la designación F402.
El Pegasus es el propulsor de todos los modelos de la familia Harrier. Rolls-Royce dio licencia a Pratt & Whitney para fabricar el Pegasus para las versiones estadounidenses, sin embargo Pratt & Whitney nunca completó ningún motor, todos fueron fabricados por Rolls-Royce en Bristol, Inglaterra. El Pegasus también fue elegido para algunos proyectos de aeronaves VSTOL como el Dornier Do 31 alemán.

## Aplicaciones
- McDonnell Douglas AV-8B Harrier II
- BAE Sea Harrier
- BAE Harrier II
- Dornier Do 31
- Hawker Siddeley Harrier
- Hawker Siddeley P.1127

- Armstrong Whitworth AW.681 (planeado)